# Corydalis laxiflora
Corydalis laxiflora är en vallmoväxtart som beskrevs av Lidén. Corydalis laxiflora ingår i släktet nunneörter, och familjen vallmoväxter. Inga underarter finns listade i Catalogue of Life.